# Saint-Seine-en-Bâche
Saint-Seine-en-Bâche är en kommun i departementet Côte-d'Or i regionen Bourgogne-Franche-Comté i östra Frankrike. Kommunen ligger i kantonen Saint-Jean-de-Losne som tillhör arrondissementet Beaune. År 2022 hade Saint-Seine-en-Bâche 407 invånare.

## Befolkningsutveckling
Antalet invånare i kommunen Saint-Seine-en-Bâche
Referens:INSEE